# Робин Гуд и епископ
«Робин Гуд и епископ» (англ. Robin Hood and the Bishop, Child 143, Roud 3955) — английская народная баллада, входящая в цикл баллад о Робине Гуде. Известна из бродсайдов (лубочных листков) и дешёвых изданий XVII века. В одном из источников она носит название Robin Hood and the Old Wife, а роль антагониста в ней отведена не епископу, а шерифу.
На русский язык балладу впервые перевёл Георгий Владимирович Иванов (под названием «Робин Гуд и епископ», опубликована в сборнике «Баллады о Робин Гуде» в 1919 году). Также её перевод сделал Игнатий Михайлович Ивановский (под названием «Робин Гуд, старуха и епископ»).

## Сюжет
Робин Гуд, в одиночку гуляя по лесу, встречает епископа с отрядом. Он совсем небеспочвенно полагает, что  епископ повесит стрелка, если его поймает. Пытаясь скрыться, Робин приходит к домику, где живёт старая женщина. Он просит у неё укрытия, ничего не утаивая. Поскольку Робин как-то приобрёл ей новую одежду, та с готовностью соглашается спрятать его. По идее главаря разбойников они меняются одеждой, и Робин в обличье старухи уходит от епископа к своим лесным стрелкам. Епископ же захватывает попавшегося ему на пути незнакомца в зелёном одеянии. На обратном пути его отряд наталкивается на сотню поджидающих их вольных разбойников под предводительством Робина Гуда. Обескураженный церковник обращается к своему пленнику, и старуха насмешливо разоблачает себя. Разбойники лишают епископа пятисот фунтов, а также заставляют того отслужить мессу. После этого они отправляют его в обратный путь, усадив на лошадь задом наперёд.
Подобная враждебность по отношению к церковникам встречается и в других произведениях робингудовского цикла: «Малой жесте о Робин Гуде» (англ. A Gest of Robyn Hode, Child 117) и балладе «Робин Гуд и монах» (англ. Robin Hood and the Monk, Child 119). Мотив маскировки также встречается во многих сюжетах, в том числе о Юстасе Монахе. Финал баллады с усаженным на лошадь спиной вперёд епископом выглядит, с одной стороны, комично, однако узников, отправляемых на суд или на эшафот, сажали точно так же, поэтому епископу, вероятно, это казалось бы весьма пугающим.